# Kémitisme

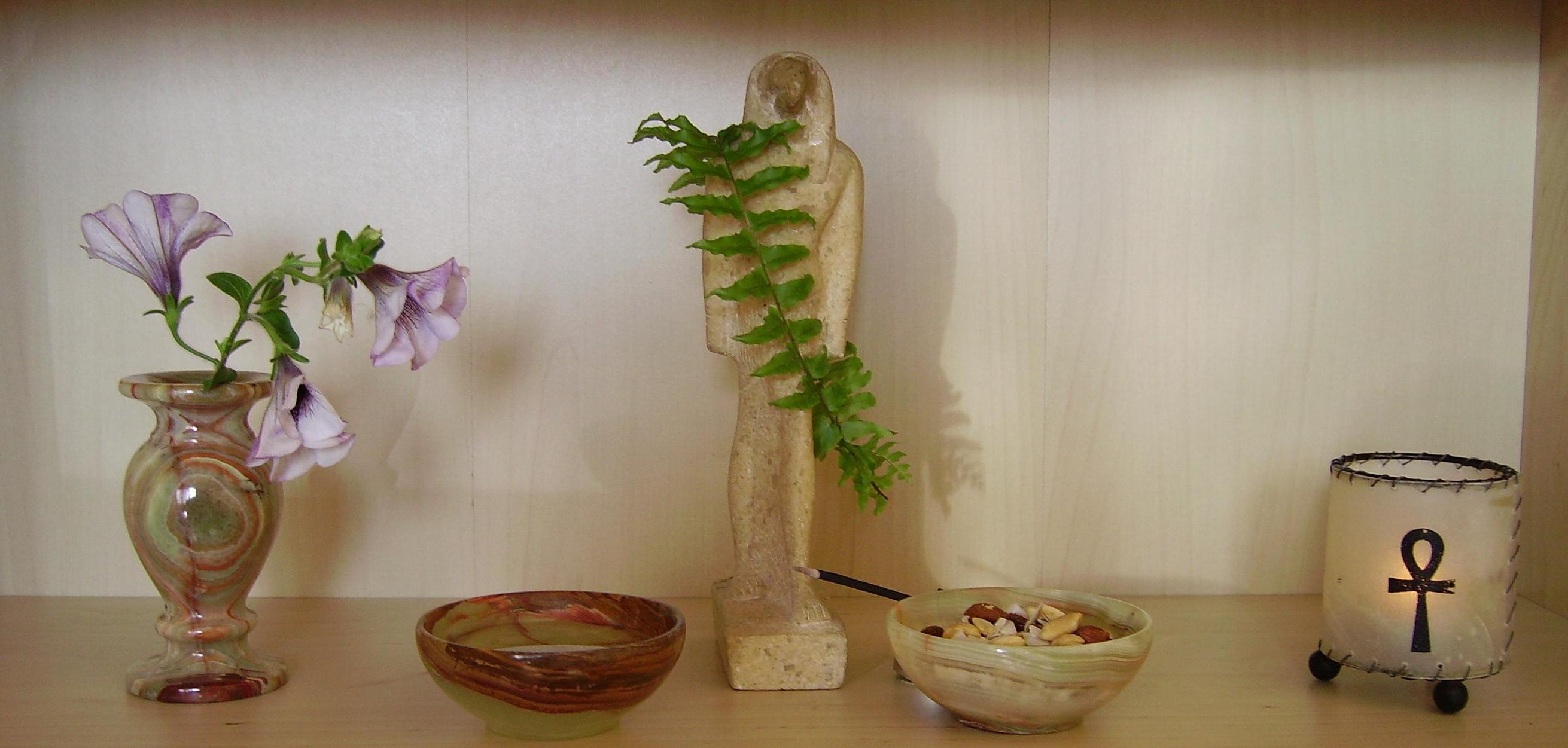
Autel consacré à Thot (Djehuty) d'un pratiquant kémite tchèque.

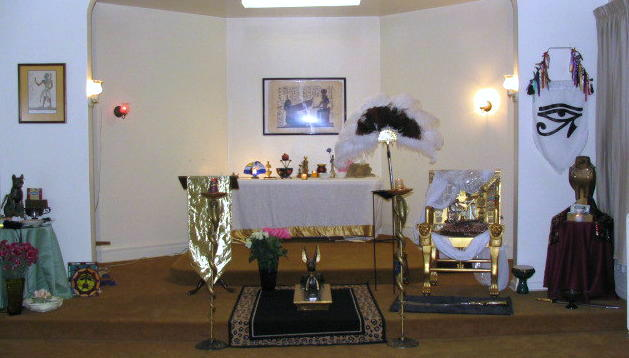
Le temple de l'orthodoxie khémite (The Truth and the Mother Shrine) anciennement basé à Joliet (Illinois).

Le kémitisme ou khémitisme (ou netjerisme en France) est un ensemble de croyances et de pratiques s'inspirant de la religion de l'Égypte antique, apparu aux États-Unis dans les années 1970[réf. nécessaire]. Les kémites vénèrent les divinités égyptiennes, pratiquent le heka (la magie égyptienne) et suivent les lois de Maât (l'ordre cosmique).
Les kémites sont polythéistes, car ils croient en plusieurs divinités. Le groupe principal de divinités, selon la cosmogonie majoritaire actuellement basée sur celle de Héliopolis et ses neufs dieux, est l'Ennéade. Il existe ensuite des dieux secondaires, priés pour des actions plus spécifiques, comme dans l'hellénisme entre les dieux de l'Olympe et les autres. Il existe également mais bien plus rarement des cas de monolatrie.
Si les divers groupes kémites ont de fortes convergences quant à leurs sources historiques, leurs théologies et leurs cultes, il existe cependant plusieurs courants, notamment ceux qui s'inscrivent dans le mouvement néopaganiste, ceux d'option reconstructionniste et d'autres encore issus du mouvement panafricain.

## Étymologie

### Kémitisme ou khémitisme
Ce mot, un néologisme, est construit sur la racine « kemet » qui signifie « terre noire » en égyptien, la terre fertile en allusion au limon noir déposé par les crues du Nil. Rejetant cette étymologie, Cheikh Anta Diop affirme que kemet se traduit par « pays des Noirs », idée reprise par les promoteurs de l’afrocentrisme.
Plus précisément, kemet (Kmt) est la translittération du mot qui en égyptien ancien désigne l'Égypte au même titre que le double-pays taouy (t3.wy), qui représente le territoire sous la juridiction du pharaon (nebtaouy (Nb-t3.wy)), sans référence à une zone géographique précise puisque par définition la superficie sous le contrôle du pouvoir politique a varié dans le temps.

### Netjerisme
Le mot netjerisme est basé sur la racine du mot égyptien, netjer, qui veut dire dieu. Il ne se réfère donc pas à kémet (l'Égypte) comme le mot kémitisme mais aux Netjerou (pluriel de Netjer), ce qui désigne donc le fait que les netjeristes (personnes pratiquant la religion égyptienne de nos jours en France) vénèrent et honorent les netjerou.
Le mot netjerisme est apparu en France en 2007 lors d'une rencontre du projet Ta Noutri. Il remplace le terme kémitisme, parfois controversé. Et c'est donc dans ce but qu'il a été inventé, pour se différencier des groupes panafricains en particulier.

## Histoire du kémitisme

### Le kémitisme dans le monde
France
En France, il n'existe aucune structure ou temple officiel connu à ce jour, seulement une librairie. Les kémites sont le plus souvent isolés ou se retrouvent via internet, sur des forums et des sites, afin de partager leur foi avec d’autres croyants. Ils peuvent ainsi rompre leur isolement, comme sur le forum de la Libre Assemblée Francophone ou de Ta Noutri. Le site Ta Noutri est à l'origine le nom du site personnel de Sat Aset, créé en 2003. À la suite des rencontres qu'elle organise avec d'autres kémites francophones grâce à Internet, ils décident ensemble de faire de Ta Noutri un projet collectif. Les buts et principes de Ta Noutri sont fixés dans la charte présentée sur le site internet et rédigée par les membres fondateurs. Ses objectifs principaux sont de permettre via le site internet et le forum la réunion et la rencontre des personnes de la tradition désireuses de partager leur spiritualité entre elles. La charte de Ta Noutri interdit le prosélytisme, prône le respect du libre-arbitre et encourage le respect des autres religions ou traditions païennes. Le groupe n'a pas fondé de temple officiel, ni organisé de clergé. Le site a fermé ses portes en 2010. Des membres ont par la suite créé d'autres projets et proposé une nouvelle dénomination pour cette mouvance apolitique, le netjerisme.
À la suite de la fermeture du site de Sat Aset, le site Ta Netjerou a vu le jour en 2014. Puis plusieurs groupes Facebook se sont créés comme, entre autres, Neferou Khepri (Nfrw Khpry), Netjerisme traditionnel et Akh Netjerou mais aussi un forum, Sous les sycomores d'Hotep (Netjerisme) et un serveur discord netjeriste. Depuis quelques années, le netjerisme est en pleine évolution en France.
États-Unis
Aux États-Unis, où ce mouvement religieux compte le plus de membres, il existe une communauté assez importante et structurée en église avec un clergé et à sa tête une Nisut, Tamara Siuda, dite « Hekatawuy I, House of Netjer ». Elle qualifie elle-même la forme de kémitisme que les siens ont développé comme une « orthodoxie kémite ». Diplômée en égyptologie de l'université de Mundelein et de l'institut oriental de Chicago, elle a notamment participé au parlement des religions organisé par l'UNESCO. Elle a été désignée Nisout, terme signifiant pharaon, c'est-à-dire leader de cette communauté en 1996 lors d'un voyage en Égypte. L’orthodoxie kémite se considère et se décrit comme une religion africaine, monolâtre, sans être panafricaine[pas clair].
À côté de cette communauté importante et qui compte des membres hors États-Unis (Royaume-Uni, Australie, Allemagne, Amérique du Sud, Afrique du Sud, Suisse, France...), existent d’autres groupes également structurés avec un clergé et organisés tels :
- la Church of Eternal Source, créée dans les années 1970 et qui fut, à l’origine, plus proche de la mouvance wiccanne, avant d’évoluer vers le kémitisme ;
- le groupe Akhet Hwt-Hrw, fondé, entre autres, par Kerry Wisner[14] ;
- le groupe Nuhati am Nutjeru, fondé et dirigé par Ptahmassu Kaamptah Marianptah Nofra-Uaa[15] ;
- le Temple de RA, basé à San Francisco et fondé par Richard J. Reidy[16] et ses temples associés, Kemetic Temple of San Francisco, Kemetic Temple of Colorado, Kemetic Temple of Sacramento, et Kemetic Temple of Palm Springs[17].

### Kémitisme panafricain
Le kémitisme panafricain cherche à faire connaître et renaître la philosophie des anciens Égyptiens ou kémites, en tant qu'héritage culturel de l’Afrique. C’est une tendance identitaire panafricaine, une forme de réappropriation et de revendication de ses origines, un retour aux sources.
Pour Kalala Omotunde, les liens entre la culture africaine et la culture égyptienne (langue, tradition, religion…) auxquels fait référence cette branche trouvent leur source dans les travaux de l’historien et anthropologue Cheikh Anta Diop.

### Radicalisme politique
Selon Stéphane François, historien des idées, et Isabelle Kersimon, journaliste fondatrice de l'Institut de recherches et d'études sur les radicalités, « le kémitisme est à la fois un néopaganisme égyptomaniaque, occultisant, et un radicalisme politique identitaire, panafricain, ethnocentrique et antisémite ».

## Le culte
Il existe quelques nuances d'un groupe à l'autre, mais dans la plupart des cas, on retrouve :
- un culte communautaire tenu par un clergé de prêtres hommes ou femmes (hem netjer) avec à sa tête un Nisout (terme signifiant pharaon)[19] ou un prêtre supérieur (Heri Tep) ;
- un culte privé[20], un autel entretenu dans les maisons et un rituel quotidien (daily rite), appelé le Senut[21] chez les khémites orthodoxes ;
- un culte voué aux ancêtres appelé Akhou[22] ;
- des fêtes annuelles en l’honneur de divinités reprises du culte des anciens égyptiens comme Wep Renpet (le nouvel an), la fête d'Opet, la fête Ouag, la « Bonne réunion », la fête de l’Ivresse, etc.

Ils pratiquent aussi la heka (la magie égyptienne) qui est de la magie mais aussi et surtout le fait de parler avec conviction et avec le cœur (comme lors d'une prière, d'un hymne, etc).
Tous les groupes contemporains ne jugent pas nécessaire, pour différentes raisons[Lesquelles ?], de réinstituer l'institution du pharaon[pas clair]. Certains lui préfèrent parfois un prêtre supérieur, le Per Ânkh, choisi par la communauté parmi les membres du clergé.

## Les divinités
Les kémites vénèrent principalement Maât car elle est l'ordre cosmique et universel. Elle est la personnification de la justice et de la vérité. Elle est primordiale dans la pensé des kémites et des netjeristes.
Le mot dieu se dit neter (ou aussi netjer, nether), au féminin neteret (netjeret) et au pluriel neterou (netjerou). Le point commun de la plupart des kémites est de préférer, pour leurs divinités, l’usage des noms égyptiens plutôt que les noms grecs. Voici quelques exemples des différentes divinités que les kémites vénèrent :
- Anubis (Yinepu, Anpu, Inpou ou Yinep) ;
- Maât (ou Ma'at) ;
- Rê (ou Ra) ;
- Bastet (Bast) ;
- Hathor (Athyr, Houthor, Hethert ou Het-Heru) ;
- Horus (Hor, Heru ou Khem) ;
- Isis (Aset) ;
- Nephtys (Nebet-Het Nebt-Het) ;
- Osiris (Wesir ou Ousir) ;
- Sekhmet (ou Sakhmet) ;
- Thot (Djehouty ou Tehuti).

## Termes kémites et netjeristes
Les kémites et les netjeristes utilisent la langue de l'Égypte antique pour certains mots de leur vocabulaire, de prières, de rituels...
Exemples :
- « Em hotep » signifie bonjour (terme générique), « je te salue en paix », « paix en toi » ;
- « Nyny » et un autre terme de salutation ;
- « Senebty » signifie « au revoir » ;
- « Hotep » signifie « paix » ;
- « Ankh Oudjat Seneb » signifie « vie force santé » ou « vie prospérité santé ».